# Ligue 1 2021-2022
Sezonul Ligue 1 2021–2022, cunoscut și sub denumirea de Ligue 1 Uber Eats, din motive de sponsorizare, a fost cel de-al 84-lea sezon al Ligue 1, eșalonul principal de fotbal profesionist din Franța. Sezonul a început pe 6 august 2021 și s-a încheiat pe 29 mai 2022.
La 23 aprilie, Paris Saint-Germain a câștigat al zecelea titlu de campioană cu patru etape înainte de finalul sezonului după egalul de pe teren propriu, 1-1, contra echipei Lens.
Echipele Metz și Bordeaux au retrogradat în Ligue 2.

## Echipe

### Stadioane și orașe
Notă: Tabelul se aranjează în ordine alfabetică.
| Echipa        | Oraș              | Stadion                 | Capacitate | sezonul 2020–21     |
| ------------- | ----------------- | ----------------------- | ---------- | ------------------- |
| Angers        | Angers            | Stade Raymond Kopa      | 18.752     | locul 13 în Ligue 1 |
| Bordeaux      | Bordeaux          | Matmut Atlantique       | 42.115     | locul 12 în Ligue 1 |
| Brest         | Brest             | Stade Francis-Le Blé    | 15.931     | locul 17 în Ligue 1 |
| Clermont      | Clermont-Ferrand  | Stade Gabriel Montpied  | 11.980     | locul 2 în Ligue 2  |
| Lens          | Lens              | Stade Bollaert-Delelis  | 37.705     | locul 7 în Ligue 1  |
| Lille         | Villeneuve-d'Ascq | Stade Pierre-Mauroy     | 50.186     | locul 1 în Ligue 1  |
| Lorient       | Lorient           | Stade du Moustoir       | 18.890     | locul 16 în Ligue 1 |
| Lyon          | Décines-Charpieu  | Groupama Stadium        | 59.186     | locul 4 în Ligue 1  |
| Marseille     | Marseille         | Orange Vélodrome        | 67.394     | locul 5 în Ligue 1  |
| Metz          | Metz              | Stade Saint-Symphorien  | 25.636     | locul 10 în Ligue 1 |
| Monaco        | Monaco            | Stade Louis II          | 18.523     | locul 3 în Ligue 1  |
| Montpellier   | Montpellier       | Stade de la Mosson      | 32.900     | locul 8 în Ligue 1  |
| Nantes        | Nantes            | Stade de la Beaujoire   | 35.322     | locul 18 în Ligue 1 |
| Nice          | Nice              | Allianz Riviera         | 35.624     | locul 6 în Ligue 1  |
| PSG           | Paris             | Parc des Princes        | 48.583     | locul 2 în Ligue 1  |
| Reims         | Reims             | Stade Auguste Delaune   | 21.684     | locul 14 în Ligue 1 |
| Rennes        | Rennes            | Roazhon Park            | 29.778     | locul 6 în Ligue 1  |
| Saint-Étienne | Saint-Étienne     | Stade Geoffroy-Guichard | 41.965     | locul 11 în Ligue 1 |
| Strasbourg    | Strasbourg        | Stade de la Meinau      | 29.230     | locul 15 în Ligue 1 |
| Troyes        | Troyes            | Stade de l'Aube         | 21.684     | locul 1 în Ligue 2  |

### Schimbări de antrenori
| Echipa        | Antrenorul care pleacă | Motivul plecării        | Data plecării     | Poziția în clasament | Antrenorul care vine | Data numirii      |
| ------------- | ---------------------- | ----------------------- | ----------------- | -------------------- | -------------------- | ----------------- |
| Angers        | Stéphane Moulin        | Demisie                 | 24 mai 2021       | Pre-sezon            | Gérald Baticle       | 27 mai 2021       |
| Lyon          | Rudi Garcia            | Demisie                 | 24 mai 2021       | Pre-sezon            | Peter Bosz           | 29 mai 2021       |
| Nice          | Adrian Ursea           | De comun acord          | 24 mai 2021       | Pre-sezon            | Christophe Galtier   | 30 iunie 2021     |
| Lille         | Christophe Galtier     | Demisie                 | 25 mai 2021       | Pre-sezon            | Jocelyn Gourvennec   | 5 iulie 2021      |
| Reims         | David Guion            | Demisie                 | 30 iunie 2021     | Pre-sezon            | Óscar García         | 1 iulie 2021      |
| Montpellier   | Michel Der Zakarian    | De comun acord          | 30 iunie 2021     | Pre-sezon            | Olivier Dall'Oglio   | 1 iulie           |
| Strasbourg    | Thierry Laurey         | Final de contract       | 30 iunie 2021     | Pre-sezon            | Julien Stéphan       | 1 iulie 2021      |
| Brest         | Olivier Dall'Oglio     | A semnat cu Montpellier | 30 iunie 2021     | Pre-sezon            | Michel Der Zakarian  | 1 iulie 2021      |
| Bordeaux      | Jean-Louis Gasset      | Demis                   | 27 iulie 2021     | Pre-sezon            | Vladimir Petković    | 27 iulie 2021     |
| Saint-Étienne | Claude Puel            | Demis                   | 5 decembrie 2021  | locul 20             | Pascal Dupraz        | 14 decembrie 2021 |
| Troyes        | Laurent Batlles        | Demisie                 | 30 decembrie 2021 | locul 15             | Bruno Irles          | 3 ianuarie 2022   |
| Monaco        | Niko Kovač             | Demis                   | 1 ianuarie 2022   | locul 6              | Philippe Clement     | 3 ianuarie 2022   |
| Bordeaux      | Vladimir Petković      | Demis                   | 12 februarie 2022 | locul 19             | David Guion          | 17 februarie 2022 |

## Rezultate

### Clasament
| Loc | Echipă        | MJ | V  | E  | Î  | GM | GP | G   | P  | Calificare                                                     |
| --- | ------------- | -- | -- | -- | -- | -- | -- | --- | -- | -------------------------------------------------------------- |
| 1   | PSG           | 38 | 26 | 8  | 4  | 90 | 36 | +54 | 86 | Calificare în faza grupelor Ligii Campionilor                  |
| 2   | Marseille     | 38 | 21 | 8  | 9  | 63 | 38 | +25 | 71 | Calificare în faza grupelor Ligii Campionilor                  |
| 3   | Monaco        | 38 | 20 | 9  | 9  | 65 | 40 | +25 | 69 | Calificare în turul al treilea preliminar al Ligii Campionilor |
| 4   | Rennes        | 38 | 20 | 6  | 12 | 82 | 40 | +42 | 66 | Calificare în faza grupelor Europa League                      |
| 5   | Nice          | 38 | 20 | 7  | 11 | 52 | 36 | +16 | 66 | Calificare în play-off-ul Europa Conference League             |
| 6   | Strasbourg    | 38 | 17 | 12 | 9  | 60 | 43 | +17 | 63 |                                                                |
| 7   | Lens          | 38 | 17 | 11 | 10 | 62 | 48 | +14 | 62 |                                                                |
| 8   | Lyon          | 38 | 17 | 11 | 10 | 66 | 51 | +15 | 61 |                                                                |
| 9   | Nantes        | 38 | 15 | 10 | 13 | 55 | 48 | +7  | 55 |                                                                |
| 10  | Lille         | 38 | 14 | 13 | 11 | 48 | 47 | 0   | 55 |                                                                |
| 11  | Brest         | 38 | 13 | 9  | 16 | 49 | 57 | -8  | 48 |                                                                |
| 12  | Reims         | 38 | 11 | 13 | 14 | 43 | 44 | -1  | 46 |                                                                |
| 13  | Montpellier   | 38 | 12 | 7  | 19 | 49 | 61 | -12 | 43 |                                                                |
| 14  | Angers        | 38 | 10 | 11 | 17 | 44 | 55 | -11 | 41 |                                                                |
| 15  | Troyes        | 38 | 9  | 11 | 18 | 37 | 53 | -16 | 38 |                                                                |
| 16  | Lorient       | 38 | 8  | 12 | 18 | 35 | 63 | -28 | 36 |                                                                |
| 17  | Clermont      | 38 | 9  | 9  | 20 | 38 | 69 | -31 | 36 |                                                                |
| 18  | Saint-Étienne | 38 | 7  | 11 | 20 | 42 | 77 | -35 | 32 | Baraj promovare/retrogradare în Ligue 2                        |
| 19  | Metz          | 38 | 6  | 13 | 19 | 35 | 69 | -34 | 31 | Retrogradare în Ligue 2                                        |
| 20  | Bordeaux      | 38 | 6  | 13 | 19 | 52 | 91 | -39 | 31 | Retrogradare în Ligue 2                                        |

Note
- ^1 - Nice a primit o penalizare de 1 punct pentru incidentele de la meciul cu Marseille din 22 august când suporterii echipei  gazdă au pătruns pe teren. Nice ar mai putea primi 1 punct de penalizare dacă astfel de incidente se vor repeta.
- ^2 - Lyon a primit o penalizare de 1 punct pentru incidentele de la meciul cu Marseille din 21 noiembrie când un spectator l-a lovit în cap cu o sticlă de plastic cu apă pe jucătorul lui Marseille, Dimitri Payet, meciul fiind abandonat atunci în minutul 4.[29]

### Rezultate meciuri
| Rezultate | ANG | BOR | BRE | CLE | LEN | LIL | LOR | OL  | OM  | MET | MON | MPL | NAN | NIC | PSG | REI | REN | ASSE | STR | TRO |
| --------- | --- | --- | --- | --- | --- | --- | --- | --- | --- | --- | --- | --- | --- | --- | --- | --- | --- | ---- | --- | --- |
| ANG       |     | 4-1 | 1-0 | 0-1 | 1-2 | 1-1 | 1-0 | 3-0 | 0-0 | 3-2 | 1-3 | 2-0 | 1-4 | 1-2 | 0-3 | 0-1 | 2-0 | 0-1  | 0-1 | 2-1 |
| BOR       | 1-1 |     | 1-2 | 0-2 | 2-3 | 2-3 | 0-0 | 2-2 | 0-1 | 3-1 | 1-1 | 0-2 | 1-1 | 0-1 | 2-3 | 3-2 | 1-1 | 2-2  | 4-3 | 0-2 |
| BRE       | 1-1 | 2-4 |     | 2-0 | 4-0 | 2-0 | 0-1 | 2-1 | 1-4 | 1-2 | 2-0 | 0-4 | 1-1 | 0-3 | 2-4 | 1-1 | 1-1 | 1-0  | 0-1 | 5-1 |
| CLE       | 2-2 | 1-1 | 1-1 |     | 2-2 | 1-0 | 0-2 | 1-2 | 0-1 | 2-2 | 1-3 | 2-1 | 2-3 | 1-2 | 1-6 | 0-0 | 2-1 | 1-2  | 0-2 | 2-0 |
| LEN       | 2-2 | 3-2 | 0-1 | 3-1 |     | 1-0 | 2-2 | 1-1 | 0-2 | 4-1 | 2-2 | 2-0 | 2-2 | 3-0 | 1-1 | 2-0 | 1-0 | 2-2  | 0-1 | 4-0 |
| LIL       | 1-1 | 0-0 | 1-1 | 4-0 | 1-2 |     | 3-1 | 0-0 | 2-0 | 0-0 | 1-2 | 2-1 | 1-1 | 0-4 | 1-5 | 2-1 | 2-2 | 0-0  | 1-0 | 2-1 |
| LOR       | 0-0 | 1-1 | 1-2 | 1-1 | 2-0 | 2-1 |     | 1-4 | 0-3 | 1-0 | 1-0 | 0-1 | 0-1 | 1-0 | 1-1 | 1-2 | 0-2 | 6-2  | 0-0 | 1-1 |
| OL        | 3-2 | 6-1 | 1-1 | 3-3 | 2-1 | 0-1 | 1-1 |     | 2-1 | 1-1 | 2-0 | 5-2 | 3-2 | 2-0 | 1-1 | 1-2 | 2-4 | 1-0  | 3-1 | 3-1 |
| OM        | 5-2 | 2-2 | 1-2 | 0-2 | 2-3 | 1-1 | 4-1 | 0-3 |     | 0-0 | 0-1 | 2-0 | 3-2 | 2-1 | 0-0 | 1-1 | 2-0 | 3-1  | 4-0 | 1-0 |
| MET       | 1-0 | 3-3 | 0-1 | 1-1 | 0-0 | 3-3 | 4-1 | 3-2 | 1-2 |     | 1-2 | 1-3 | 0-0 | 0-2 | 1-2 | 1-1 | 0-3 | 1-1  | 0-2 | 0-2 |
| MON       | 2-0 | 3-0 | 4-2 | 4-0 | 0-2 | 2-2 | 0-0 | 2-0 | 0-2 | 4-0 |     | 3-1 | 1-1 | 1-0 | 3-0 | 1-2 | 2-1 | 3-1  | 1-1 | 2-1 |
| MPL       | 4-1 | 3-3 | 1-2 | 1-0 | 1-0 | 0-1 | 3-1 | 0-1 | 2-3 | 2-2 | 3-2 |     | 2-0 | 0-0 | 0-4 | 0-0 | 2-4 | 2-0  | 1-1 | 0-1 |
| NAN       | 1-1 | 5-3 | 3-1 | 2-1 | 3-2 | 0-1 | 4-2 | 0-1 | 0-1 | 2-0 | 0-0 | 2-0 |     | 0-2 | 3-1 | 1-0 | 2-1 | 1-1  | 2-2 | 2-0 |
| NIC       | 1-0 | 4-0 | 2-1 | 0-1 | 2-1 | 1-3 | 2-1 | 3-2 | 1-1 | 0-1 | 2-2 | 0-1 | 2-1 |     | 1-0 | 0-0 | 1-1 | 4-2  | 0-3 | 1-0 |
| PSG       | 2-1 | 3-0 | 2-0 | 4-0 | 1-1 | 2-1 | 5-1 | 2-1 | 2-1 | 5-0 | 2-0 | 2-0 | 3-1 | 0-0 |     | 4-0 | 1-0 | 3-1  | 4-2 | 2-2 |
| REI       | 1-2 | 5-0 | 1-1 | 1-0 | 1-2 | 2-1 | 0-0 | 0-0 | 0-1 | 0-1 | 0-0 | 3-3 | 3-1 | 2-3 | 0-2 |     | 2-3 | 2-0  | 1-1 | 1-2 |
| REN       | 2-0 | 6-0 | 2-0 | 6-0 | 1-1 | 1-2 | 5-0 | 4-1 | 2-0 | 6-1 | 2-3 | 2-0 | 1-0 | 1-2 | 2-0 | 0-2 |     | 2-0  | 1-0 | 4-1 |
| ASSE      | 2-2 | 1-2 | 2-1 | 3-2 | 1-2 | 1-1 | 1-1 | 1-1 | 2-4 | 1-0 | 1-4 | 3-1 | 0-1 | 0-3 | 1-3 | 1-2 | 0-5 |      | 2-2 | 1-1 |
| STR       | 0-2 | 5-2 | 3-1 | 1-0 | 1-0 | 1-2 | 4-0 | 1-1 | 0-2 | 3-0 | 1-0 | 3-1 | 1-0 | 0-0 | 3-3 | 1-1 | 2-1 | 5-1  |     | 1-1 |
| TRO       | 1-1 | 1-2 | 1-1 | 0-1 | 1-3 | 3-0 | 2-0 | 0-1 | 1-1 | 0-0 | 1-2 | 1-1 | 1-0 | 1-0 | 1-2 | 1-0 | 2-2 | 0-1  | 1-1 |     |

Sursa: Ligue 1 rezultate Arhivat în 14 iunie 2022, la Wayback Machine.
1. Echipa gazdă este trecută pe coloana din stânga
2. Culori: Albastru = victorie a echipei gazdă; Galben = egal; Roșu = victorie a echipei oaspete
Note
- ^1 - Meciul dintre Lyon și Marseille a fost programat pentru 21 noiembrie 2021, dar a  fost abandonat în minutul 5 după ce jucătorul echipei oaspete, Dimitri Payet, a fost lovit de o sticlă cu apă aruncată din tribună de un suporter lyonez.[30]
- ^2 - Meciul dintre Nice și Marseille a fost programat inițial pentru 22 august 2021, dar a  fost abandonat în minutul 75 după ce suporterii echipei gazdă au pătruns pe teren. LPF a decis rejucarea  meciului la o altă dată. În cele din urmă meciul s-a jucat la 27 octombrie 2021 pe teren neutru, la Troyes.

## Baraj promovare/retrogradare
Sezonul 2021-2022 se va încheia după disputarea meciului de baraj dintre ocupanta locului al 18-lea din Ligue 1 și câștigătoarea barajului de promovare din Ligue 2.

### Tur
| AJ Auxerre     | 1–1 | AS Saint-Étienne |
| -------------- | --- | ---------------- |
| - Youssouf 15' |     | - Perrin 87'     |

### Retur
| AS Saint-Étienne                                  | 1–1 (d.p.)     | AJ Auxerre                                        |
| ------------------------------------------------- | -------------- | ------------------------------------------------- |
| - Camara 76'                                      | Antony Gautier | - Sakhi 51'                                       |
| - Boudebouz - Nordin - Trauco - Dioussé - Bouanga | 4–5            | - Dugimont - Jubal - Perrin - Charbonnier - Touré |

2-2 la total. Auxerre a câștigat cu 5-4 la penalty-uri și a promovat în Ligue 1, iar Saint-Étienne a retrogradat în Ligue 2.

## Statistici

### Top marcatori
| Loc | Jucător           | Club                | Goluri |
| --- | ----------------- | ------------------- | ------ |
| 1   | Kylian Mbappé     | Paris Saint-Germain | 28     |
| 2   | Wissam Ben Yedder | Monaco              | 25     |
| 3   | Moussa Dembélé    | Lyon                | 21     |
| 3   | Martin Terrier    | Rennes              | 21     |
| 5   | Andy Delort       | Montpellier/Nice    | 18     |
| 6   | Jonathan David    | Lille               | 15     |
| 6   | Gaëtan Laborde    | Montpellier/Rennes  | 15     |
| 8   | Mohamed Bayo      | Clermont            | 14     |
| 9   | Neymar            | Paris Saint-Germain | 13     |
| 10  | Ludovic Ajorque   | Strasbourg          | 12     |
| 10  | Arnaud Kalimuendo | Lens                | 12     |
| 10  | Randal Kolo Muani | Nantes              | 12     |
| 10  | Dimitri Payet     | Marseille           | 12     |
| 10  | Karl Toko Ekambi  | Lyon                | 12     |

### Pase de gol
| Loc | Jucător             | Club                | Pase |
| --- | ------------------- | ------------------- | ---- |
| 1   | Kylian Mbappé       | Paris Saint-Germain | 17   |
| 2   | Lionel Messi        | Paris Saint-Germain | 14   |
| 3   | Benjamin Bourigeaud | Rennes              | 12   |
| 4   | Jonathan Clauss     | Lens                | 11   |
| 5   | Dimitri Payet       | Marseille           | 10   |
| 5   | Hamari Traoré       | Rennes              | 10   |
| 7   | Amine Gouiri        | Nice                | 9    |
| 7   | Kevin Volland       | Monaco              | 9    |
| 9   | Ludovic Ajorque     | Strasbourg          | 8    |
| 9   | Caio Henrique       | Monaco              | 8    |
| 9   | Gaëtan Laborde      | Montpellier/Rennes  | 8    |
| 9   | Lovro Majer         | Rennes              | 8    |
| 9   | Moses Simon         | Nantes              | 8    |

### Meciuri fără gol primit
| Loc | Jucător          | Club        | Meciuri fără gol primit |
| --- | ---------------- | ----------- | ----------------------- |
| 1   | Walter Benítez   | Nice        | 14                      |
| 2   | Matz Sels        | Strasbourg  | 13                      |
| 3   | Alexander Nübel  | Monaco      | 11                      |
| 3   | Predrag Rajković | Reims       | 11                      |
| 5   | Alfred Gomis     | Rennes      | 10                      |
| 5   | Pau López        | Marseille   | 10                      |
| 7   | Gauthier Gallon  | Troyes      | 8                       |
| 7   | Léo Jardim       | Lille       | 8                       |
| 7   | Alban Lafont     | Nantes      | 8                       |
| 7   | Anthony Lopes    | Lyon        | 8                       |
| 7   | Jonas Omlin      | Montpellier | 8                       |

### Disciplină

#### Jucător
- Cele mai multe cartonașe galbene: 12
  -  Marco Verratti (Paris Saint-Germain)
- Cele mai multe cartonașe roșii: 3
  -  Dante (Nice)

#### Echipă
- Cele mai multe cartonașe galbene: 93
  - Lille
- Cele mai multe cartonașe roșii: 9
  - Metz
  - Montpellier
- Cele mai puține cartonașe galbene: 54
  - Rennes
- Cele mai puține cartonașe roșii: 2
  - Brest
  - Rennes

## Premii

### Lunare
| Luna       | Jucătorul lunii     | Jucătorul lunii     | Referința |
| Luna       | Jucător             | Club                | Referința |
| ---------- | ------------------- | ------------------- | --------- |
| August     | Kylian Mbappé       | Paris Saint-Germain | [ 33 ]    |
| Septembrie | Seko Fofana         | Lens                | [ 34 ]    |
| Octombrie  | Lucas Paquetá       | Lyon                | [ 35 ]    |
| Noiembrie  | Gaëtan Laborde      | Rennes              | [ 36 ]    |
| Decembrie  | Téji Savanier       | Montpellier         | [ 37 ]    |
| Ianuarie   | Wissam Ben Yedder   | Monaco              | [ 38 ]    |
| Februarie  | Kylian Mbappé       | Paris Saint-Germain | [ 39 ]    |
| Martie     | Martin Terrier      | Rennes              | [ 40 ]    |
| Aprilie    | Benjamin Bourigeaud | Rennes              | [ 41 ]    |

### Anuale
| Premiu                                 | Câștigător           | Club                | Referință |
| -------------------------------------- | -------------------- | ------------------- | --------- |
| Cel mai bun jucător al sezonului       | Kylian Mbappé        | Paris Saint-Germain | [ 42 ]    |
| Cel mai bun tânăr jucător al sezonului | William Saliba       | Marseille           | [ 42 ]    |
| Cel mai bun portar al sezonului        | Gianluigi Donnarumma | Paris Saint-Germain | [ 42 ]    |
| Golul sezonului                        | Bamba Dieng          | Marseille           | [ 42 ]    |
| Cel mai bun manager al sezonului       | Bruno Génésio        | Rennes              | [ 42 ]    |